# Sorodstvo svetivcev
Sorodstvo svetivcev (znanstveno ime Fulgoromorpha) je skupina polkrilcev, ki jo natančneje uvrščamo v podred škržadov in škržatkov (Auchenorrhyncha), vanjo pa uvrščamo približno 12.000 danes znanih vrst v 1400 rodovih.

## Opis
So raznolikih velikosti, od 1 mm do več kot 9 cm v dolžino. Telesna zgradba spominja na ostale predstavnike podreda, najočitnejša razlika je zgornji del »obraza« (frons), ki je povečan in ima opazne navpične grebene po površini. Tipalnice, ki so značilno majhne, imajo povečan drugi člen in izraščajo pod sestavljenimi očmi, poleg tega pa imajo svetivci še nekaj drugih manjših razločevalnih znakov. Glava mnogih vrst je na vrhu podaljšana v nekakšen »rilec«, ki je uporaben taksonomski znak.
Največjo pestrost in številčnost dosegajo v vlažnih tropskih predelih Starega sveta, kot skupina pa so kozmopolitski. Večinoma se prehranjujejo s sesanjem rastlinskih sokov iz nadzemnih delov rastlin, običajno so specialisti, vezani na točno določeno vrsto gostitelja in vse življenje preživijo na majhnem območju. Poznani pa so posamezni primeri drugačne specializacije: nimfe predstavnikov družin Derbidae in Achilidae se denimo prehranjujejo z glivami, kar je posebnost med polkrilci, več družin pa ima tudi podzemne predstavnike, ki živijo prisesani na korenine.
Nimfe so znane po tem, da izločajo vosek iz specializiranih žlez, ki jim predstavlja hidrofobno prevleko in jih včasih varuje pred plenilci. Tudi samice več družin izločajo vosek, z njim prevlečejo jajčeca. Mnoge nimfe vzpostavijo mutualističen odnos z mravljami. Imajo prikrit način življenja in se premikajo počasi ali zanašajo na varnost v gručah, le ob nevarnosti ali podobnih okoliščinah hitro skočijo z močnimi zadnjimi nogami.
Velika večina vrst je za človeka neopazna, nekatere pa veljajo za hude škodljivce v poljedelstvu, ker s sesanjem na kulturnih rastlinah povzročajo venenje in prenašajo rastlinske patogene med rastlinami, gostitelje pa včasih fizično poškodujejo tudi z odlaganjem jajčec v tkivo. Poleg tega lahko ob namnožitvi povzročajo težave zaradi izločanja medičine in voska, kar pospeši rast plesni. Med pomembnejšimi škodljivci so medeči škržatek (Metcalfa pruinosa) na sadnih drevesih, Nilaparvata lugens na rižu, Perkinsiella saccharicida na sladkornem trsu in Peregrinus maidis na koruzi.

## Taksonomija in evolucija
Vprašanje sorodnosti skupin znotraj reda polkrilcev je predmet intenzivne strokovne razprave in noben od številnih predlaganih sistemov ni splošno sprejet, večina virov pa ločuje podreda škžadov in škržatkov (Auchenorrhyncha) ter stenic (Heteroptera). Vendar pa naj bi bil podred Auchenorrhyncha parafiletska in zato v sodobni filogenetski taksonomiji neveljaven, zato nekateri novejši avtorji predlagajo razdelitev v dva samostojna podreda: Clypeorrhyncha (škržati, slinarice in sorodniki) ter Archaeorrhyncha, ki je ekvivalent taksonu Fulgoromorpha.
Tudi razdelitev na družine ni enotna, po eni od klasifikacij pa sorodstvo svetivcev tvori 20 družin:
Nižji red Fulgoromorpha (Archaeorrhyncha)
Naddružina Fulgoroidea
Acanaloniidae
Achilidae
Achilixiidae
mrežekrili škržatki (Cixiidae)
ostrogasti škržatki (Delphacidae)
Derbidae
dolgoglavci (Dictyopharidae)
Eurybrachidae
metuljasti škržatki (Flatidae)
svetivci (Fulgoridae)
Gengidae
Hypochthonellidae
čokati škržatki (Issidae)
Kinnaridae
Lophopidae
Meenoplidae
Nogodinidae
Ricaniidae
Tettigometridae
Tropiduchidae
- Acanalonia bivittata (Acanaloniidae)
- Catonia nava (Achilidae)
- Cixius nervosus (Cixiidae)
- Stenocranus brunneus (Delphacidae)
- Anotia bonnetii sp. (Derbidae)
- Rhynchomitra microrhina (Dictyopharidae)
- Eurybrachys tomentosa (Eurybrachidae)
- Lawana conspersa (Flatidae)
- Phrictus quinquepartitus (Fulgoridae)
- Issus coleoptratus (Issidae)
- Magia subocellata (Lophopidae)
- Nisia sp. (Meenoplidae)
- Nogodina reticulata (Nogodinidae)
- Ricania speculum (Ricaniidae)
- Neznana vrsta (Tropiduchidae)

Najstarejše znane fosilne ostanke škržadov in škržatkov datirajo v zgodnji perm pred približno 280 milijoni let, do sredine perma pa so se razdelili na sorodstvo svetivcev in sorodstvo cvrčečih škržadov (Cicadomorpha). Najstarejše sodobne družine so nastale v mezozoiku – mrežekrili škržatki v juri in nekaj dodatnih v kredi. Do terciarja so se izoblikovale ostale sodobne družine, ostanki njihovih predstavnikov v jantarju iz te dobe so že povsem podobni sedaj živečim.

### Slovenski predstavniki
Kljub temu, da je skupina pretežno tropska, se tudi v Sloveniji in drugod po Evropi pojavlja nekaj deset vrst. Med pogostejšimi so predstavniki rodu Dictyophara (družina dolgoglavcev), Tachycixius pilosus in Cixius nervosus (mrežekrili škržatki) ter predstavniki rodov Cixius (ostrogasti škržatki) in Tettigometra (družina Tettigometridae). Večina vrst je nevpadljivih oblik, včasih so variabilne z barvnimi različicami in dolgokrilimi ter kratkokrilimi osebki v populaciji, zato jih je težko razlikovati med seboj.
Med najpomembnejšimi je medeči škržatek, edini predstavnik družine metuljastih škržatkov, ki je bil v začetku 1990. let zanešen iz Severne Amerike in se je od takrat invazivno razširil po vsem obmejnem pasu z Italijo. Osebki povzročajo škodo s sesanjem na sadnem drevju, z obilnim izločanjem mane pa prispevajo tudi k razvoju plesni.